# Клеменс Август Баварски
Клеменс Август Фердинанд Мария Хиацинт Баварски (на немски: Clemens August Ferdinand Maria Hyazinth von Bayern) от династията Вителсбах е петдесет и първият Велик магистър на рицарите от Тевтонския орден от 1732 до 1761 г.
Като Клеменс Аугуст I той е от 1723 до 1761 г. архиепископ на Кьолн, курфюрст на Свещената Римска империя и херцог на Вестфалия. Също така той е княжески епископ на Регенсбург (1716–1719), Мюнстер (1719–1761), Оснабрюк (1728–1761), Падерборн (1719–1761) и Хилдесхайм (1724–1761). Той построява и реновира множество дворци.
Клеменс Аугуст е четвъртият син на курфюрст Макс Емануел от Бавария († 1726) и неговата втора съпруга Тереза Кунегунда Собиеска († 1730), дъщеря на полския крал Ян III Собиески. Негов по-голям брат е Карл Албрехт (1697–1745), римско-немски император и курфюрст на Бавария.

## Дворцов живот
Курфюрстът има множество афери. Между тях са връзките му с графиня Зайнсхайм, с княгиня Фон Насау-Зиген или с Луиза фон Брандт и връзки с по-нископоставени жени. От Мехтхилд Брион, арфистка от Бон, той има дъщеря - Анна Мария фон Льовенфелд (1735 – 1783), която по-късно става благородничка и се омъжва за граф Франц Лудвиг фон Холнщайн (1723 – 1780), незаконен син на брат му Карл VII Албрехт.